# Paguristes petalodactylus
Paguristes petalodactylus is een tienpotigensoort uit de familie van de Diogenidae. De wetenschappelijke naam van de soort is voor het eerst geldig gepubliceerd in 2007 door Rahayu.